# 长足石仙桃
长足石仙桃（学名：Pholidota longipes）为兰科石仙桃属下的一个种。其种加词“Longipes”意为“长梗的”，“长柄的”。